# Мехузла Микола Аполлонович
Микола Аполлонович Меху́зла (нар. 6 березня 1934, Сухумі — пом. 25 березня 2011) — радянський вчений в галузі виноробства. Доктор технічних наук з 1984 року, професор, член-кореспондент Аграрної академії наук Грузії, академік Міжнародної академії винограду і вина, віце-президент Московської ліги виноробів імені Л. С. Голіцина.

## Біографія
Народився 6 березня 1934 року в Сухумі. 1958 року закінчив Московський технологічний інститут харчової промисловості. Працював на виробництві. Член КПРС з 1962 року. У 1967—1983 роках — директор Московської філії Всесоюзного науково-дослідного інституту виноградарства і виноробства «Магарач», одночасно завідувач відділом технології виноградних вин. У 1972—1980 роках — експерт групи по боротьбі з фальсифікацією вина Міжнародної організації виноградарства і виноробства. З 1983—1992 року — перший заступник голови Державного комітету з виноробної промисловості Грузинської РСР, заступник міністра харчової промисловості Грузії, викладач Московського технологічного інституту харчової промисловості та Державного університету сільського господарства Грузії.
Нагороджений орденом «Знак Пошани» та медалями.
Помер 25 березня 2011 року.

## Наукова діяльність
Основний напрямок досліджень — стабілізація вин проти фізико-хімічних помутнінь. Розробив схеми обробки вин: двуводною тринатріевою сіллю нітрилотриметилфосфонової кислоти, полімерами на основі N-вінілпіролідону (нерозчинним сорбентом ППМ-18), желатином в комплексі з аеросилом; способи попередження окислення білих столових вин із застосуванням інертних газів при розливі, обробці пресових фракцій сусла і інше. Створив (у співавторстві) понад 40 нових марок вин і напоїв. Автор понад 160 наукових праць, 14 книг і брошур, власник 75 авторських свідоцтв і патентів на винаходи. Серед праць:
- Виноградарство и виноделие США. — Москва, 1976 (у співавторстві);
- Разработка технологии приготовления портвейна с пониженным содержанием сахара (у співавторстві). — Виноделие и виноградарство СССР, 1983, № 6.